# Leonard Czapski
Leonard Czapski (ur. 23 października 1896 w Lwówku, zm. 22 lutego 1922 w Krakowie) – żołnierz armii niemieckiej, podoficer Wojska Polskiego w II Rzeczypospolitej, kawaler Orderu Virtuti Militari.

## Życiorys
Urodził się w rodzinie Jana i Marty z Mizgajskich. Absolwent szkoły powszechnej w Berlinie i kursów kupieckich. W 1914 wcielony do armii niemieckiej i w jej szeregach walczył na froncie zachodnim I wojny światowej. Był dwukrotnie ranny.
W 1920 wstąpił do odrodzonego Wojska Polskiego i otrzymał przydział do 10 kompanii 48 pułku Strzelców Kresowych. Na froncie polsko-bolszewickim wyróżnił się w walkach nad Szczarą. Po rannym por. Gabrielu Glinczewskim objął dowództwo kompanii i nieustraszonym męstwem porwał żołnierzy za sobą, wypierając przeciwnika z silnie bronionych pozycji. Pod ogniem nieprzyjaciela gasił most na rzece. Ranny odłamkiem granatu. 
Za bohaterstwo w walce odznaczony został Krzyżem Srebrnym Orderu Virtuti Militari.
Zmarł w szpitalu wojskowym w Krakowie i tam został pochowany.

## Ordery i odznaczenia
- Krzyż Srebrny Orderu Virtuti Militari (nr 2262)